# Пінакотека сучасності

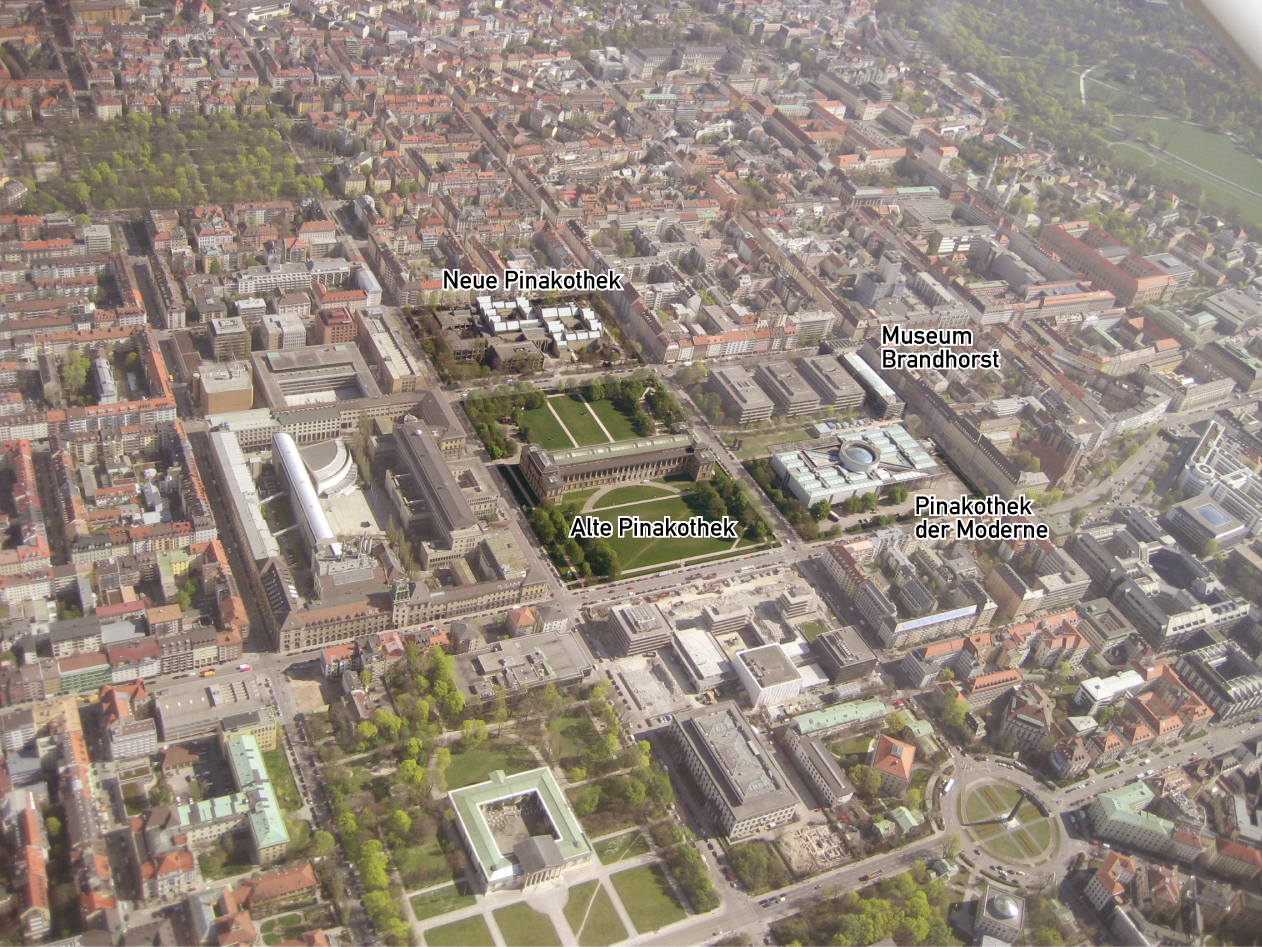
Розташування мюнхенських пінакотек в районі Максфорштадт

Пінакотека сучасності (нім. Pinakothek der Moderne) — художній музей у Мюнхені, під дахом якого розмістилися чотири незалежні один від одного музеї:
- Колекція сучасного мистецтва (входить до складу Баварських державних зібрань живопису)
- Нова колекція (Державний музей прикладного мистецтва)
- Архітектурний музей Мюнхенського технічного університету, а також
- Державні графічні зібрання Мюнхена, що представляють у своїх унікальних констеляціях різні види мистецтва.

Разом зі «Старою» і «Новою» пінакотеками, Музеєм Брандхорста, Державними античними зібраннями, Гліптотекою і Державною галереєю у Будинку Лєнбаха «Пінакотека сучасності» утворює Ареал мистецтва у Мюнхені.

## Будинок музею
Сучасна простора будівля, одностайно визнана архітектурною критикою як велика творча удача архітектора Штефана Браунфельса, була побудовано на пожертви приватних осіб (початкове фінансування склало 10 млн євро). Лише на їх основі Вільна держава Баварія узяло на себе фінансові витрати і надала земельну ділянку колишніх Турецьких казарм, що спочатку призначалася для університетських корпусів. Пінакотеку сучасності було відкрито 16 вересня 2002 року. Через півтора року число її відвідувачів перевалило за два мільйони.

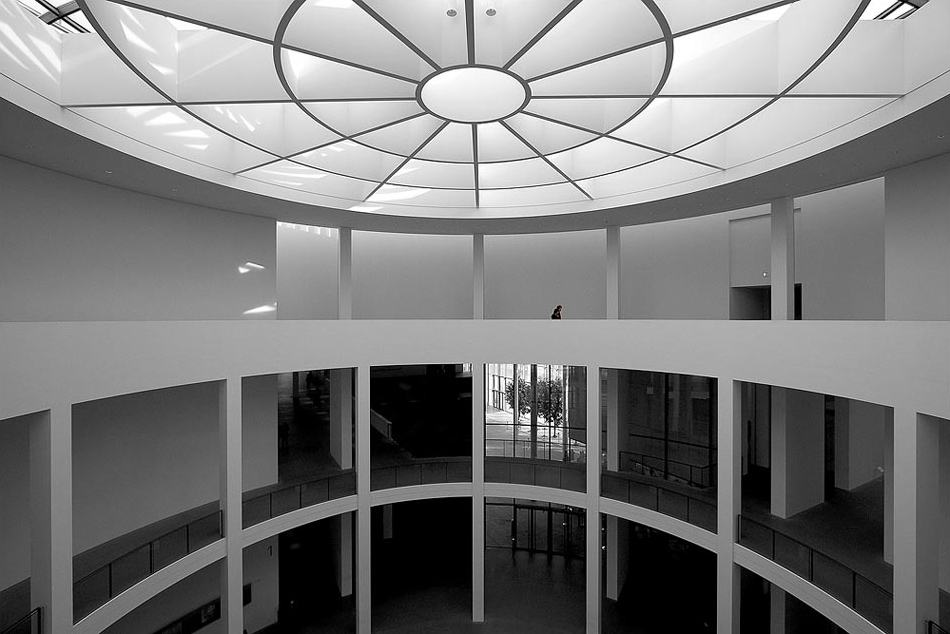
Світловий купол ротонди

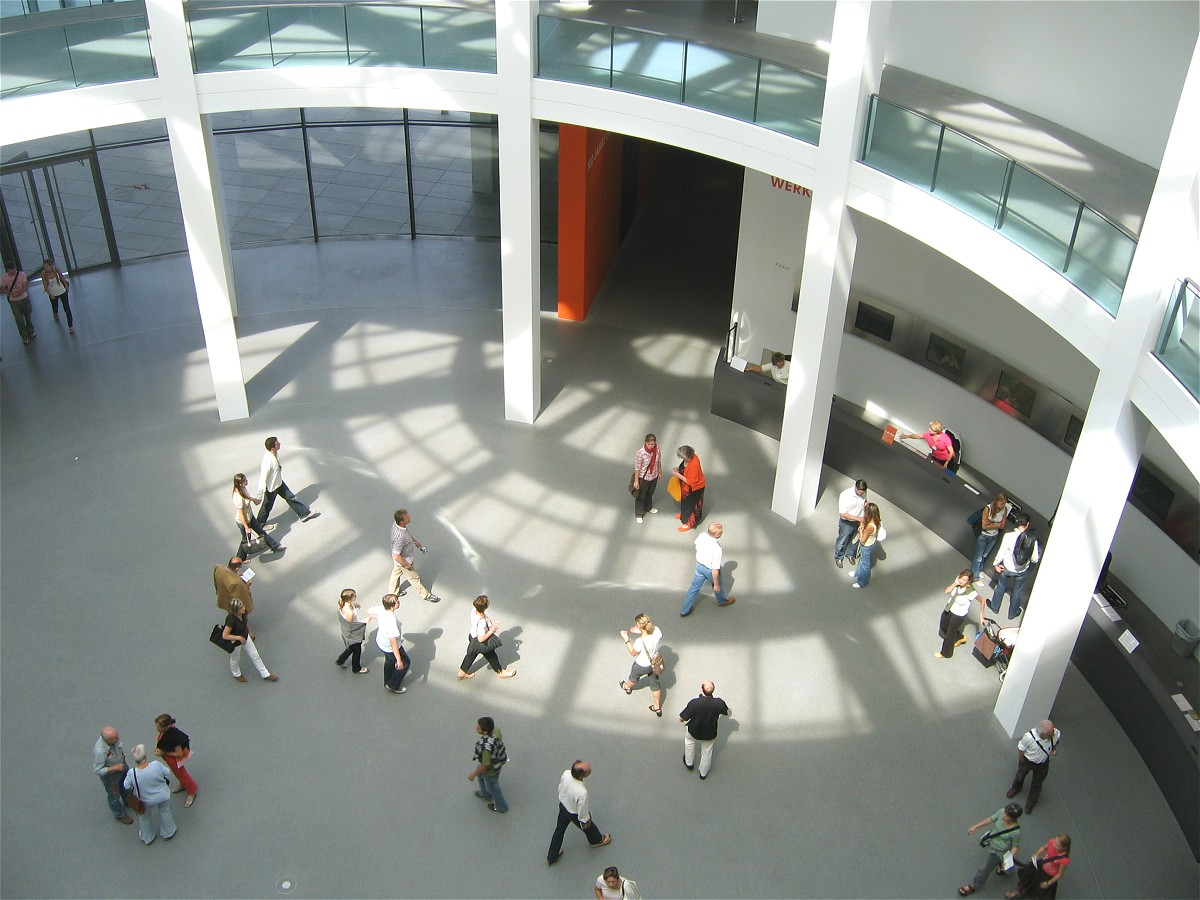
Фоє

З двосферної ротонди, що знаходиться в центрі будівлі білого кольору з облицювального бетону, до експозицій ведуть двоє великих сходів. Сумарний діаметр ротонди складає 30 м. На цокольному поверсі знаходяться Зібрання дизайну, на першому поверсі розташувалися виставкові зали Архітектурної колекції, Графічне зібрання і тимчасові виставки. У західному крилі першого поверху розмістилося Зібрання класичного модерну, у східному — Зібрання сучасного мистецтва.
Другий етап будівництва, що передубачав будівництво прилеглих корпусів з півдня і сходу і додаткових залів для Державного графічного зібрання, був відкладений у зв'язку з нестачею фінансування, пов'язаною з будівництвом Музею Брандхорста.
Тріщини, що з'явилися тим часом у світловому дворі Пінакотеки сучасності, були обстежені для складання плану санаційних робіт.

## Колекції

### Колекція сучасного мистецтва
У Колекції сучасного мистецтва представлено твори періоду класичного модерну і сучасного мистецтва в усіх основних напрямах: експресіонізм, фовізм, кубізм, «Нова речовинність», баухауз, сюрреалізм, абстрактний експресіонізм, поп-арт і мінімалізм.

#### Історія
Одно з найбільш великих зібрань свого роду виникло після 1945 року з придбань і пожертвувань.
З відкриттям відновленої Нової Пінакотеки в 1981 році вирішальним чинником при розділенні колекцій галерей, що розміщувалися у Будинку мистецтва, була наявність у творах інноваційних рис, властивих Анрі Матіссу і властивих експресіонізму. Відповідно фовістське полотно Матісса («Натюрморт з геранню», 1910), придбане завдяки так званим «пожертвам Чуді», було передано в експозицію Пінакотеки сучасності, як і твори кубістів і експресіоністів. На відміну від інших міст нечисленні мальовничі скарби Мюнхена практично не постраждали від варварських нападок націонал-соціалістів на «дегенеративне мистецтво». У 1950 році основу Державної галереї сучасного мистецтва складали усього лише сім витворів мистецтва: «Червоні козулі» Франца Марка, «Венеція» Оскара Кокошки, «Лицарська шпора», «Пейзаж з Вальхензе» Ловіса Коринта і «Автопортрет» Макса Бекмана.

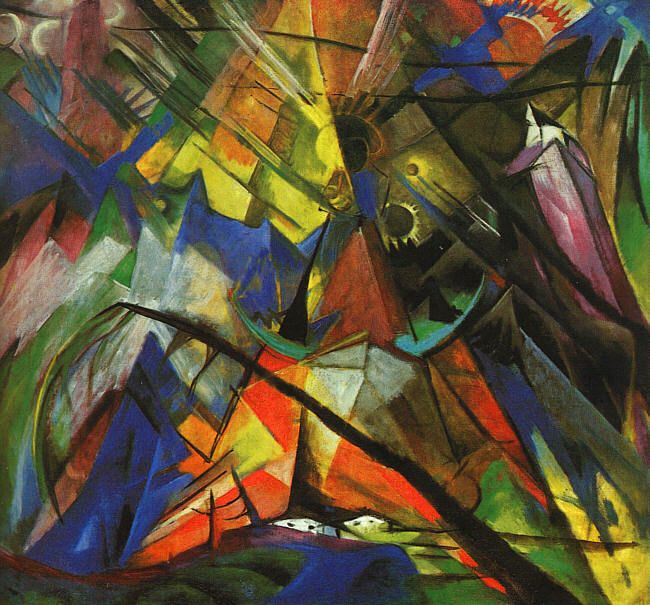
Франц Марк. Тіроль. 1914

Колекція сучасного мистецтва почала швидке зростати після Другої світової війни завдяки придбанням і пожертвам.
Фонди поповнювалися завдяки цілеспрямованій політиці колекціонування, а також за рахунок колекцій, подарованих Фондом Тео Вормланда (сюрреалізм), Софією і Емануелем Фонами, Воті і Теодором Вернером (картини Пауля Клеє і кубістів), Марти і Маркуса Круссів (експресіоністи, зокрема художники групи «Міст»), Гюнтера Франке (роботи Макса Бекмана), Клауса Гебхарда (північноамериканські художники Роберт Раушенберг, Джаспер Джонс), а також герцога Франца Баварського (сучасні німецькі художники Йорг Іммендорфф і Зігмар Польке. Останнє придбання датується 2006 роком: збори німецького і північноамериканського мистецтва 1960-х-1990-х років минулого століття подаровані Елеонорою і Міхаелем Штоффелями.

#### Колекція класичного модерну

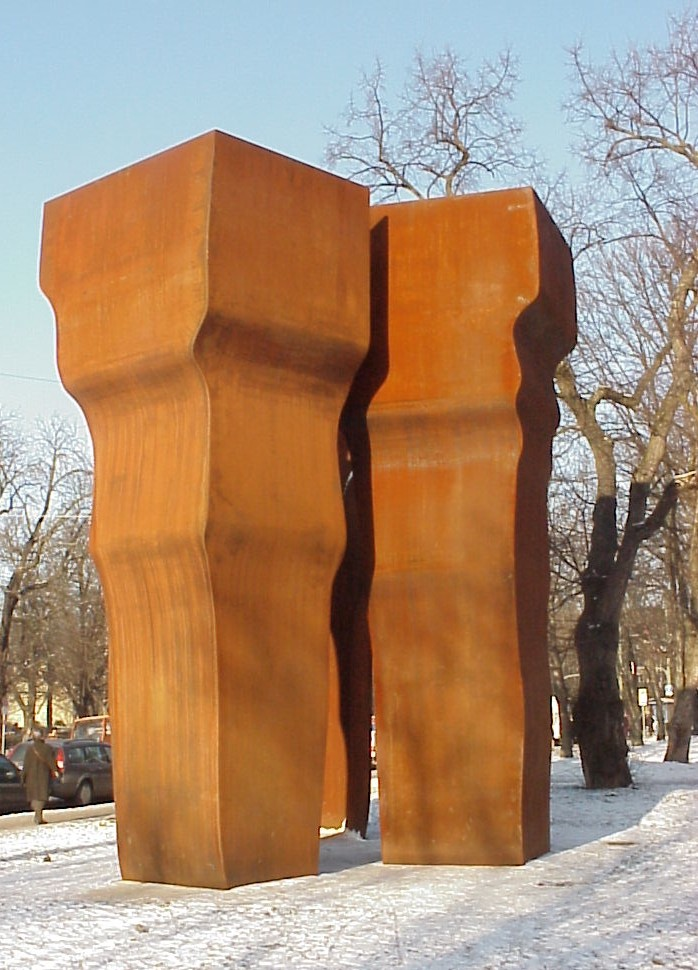
Едуардо Чільїда. У пошуках світла, 1997

У колекції представлено широке коло художників, починаючи з Анрі Матіса («Натюрморт з геранню», 1910), Робера Делоне («Команда Кардіффу», 1913), Фернана Леже («Пейзаж № 2», 1913), Хуана Гріса («Пляшка бордо», 1913), Умберто Боччоні («Volumi orizzontali», 1912) і Жоржа Брака («Жінка з мандоліною», 1910), Оскара Кокошки («Емігранти», 1916), Отто Дікса («Портрет фотографа Отто Ерфурта», 1925), Ліонеля Фейнінгера («Тройштедт», 1923) і закінчуючи Хоаном Міро («Композиція», 1925), Рене Магріттом («Тренування акробатки», 1928), Джорджо де Киріко («Неспокійні музи», 1917), Сальвадором Далі («Загадка бажання або Мою матір, мою матір, мою матір», 1929) і Максом Ернстом («Домашній ангел», 1937).
Особливе місце в експозиції займають два зали, де представлені роботи Макса Бекмана («Юний аргентинець», 1929, «Спокуси св. Антонія», 1936, «Жінка в жовтому і червоному з мандоліною», 1950) і Пабло Пікассо («Мадам Солер», 1903, «Мати і дитя», 1921, «Сидяча жінка», 1941).
Достойно представлені в колекції усі члени груп «Міст» і «Синій вершник»: Ернст Людвіг Кірхнер («Танцювальна школа», 1914), Еріх Хеккель («Скляний день», 1913), Еміль Нольде («Танець навколо золотого тельця», 1910) і Карл Шмідт-Ротлуф («Пейзаж з водоносицею», 1919), а також Пауль Клеє («Повний місяць», 1919), Олексій фон Явленський («Пейзаж з Карантека з жінкою», 1905—1906, Франц Марк («Мандрил», 1913), Август Маке («Дівчини під деревами», 1914) і Василь Кандинський («Мрійлива імпровізація», 1913).

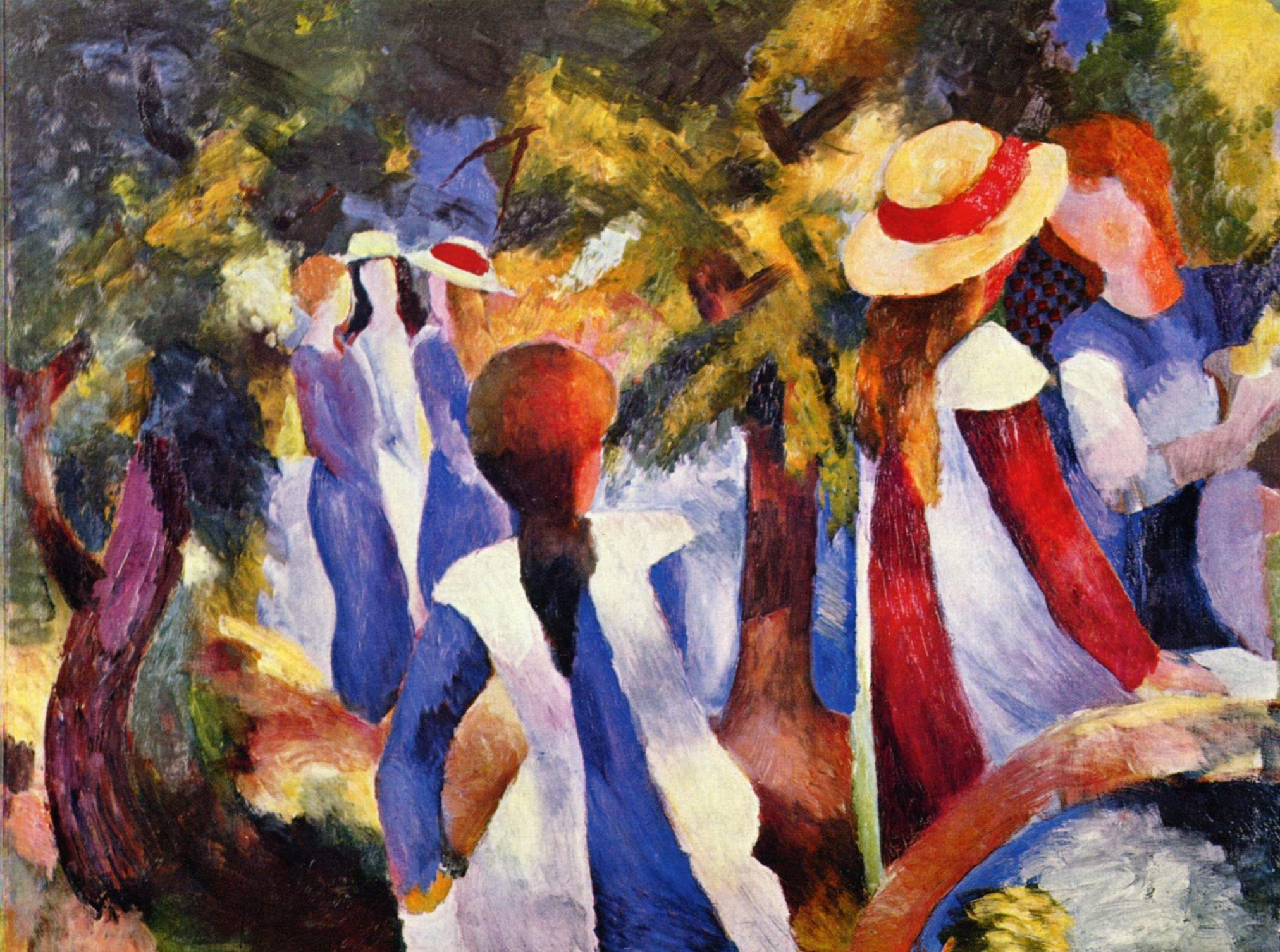
Август Маке Дівчата під деревами, 1914
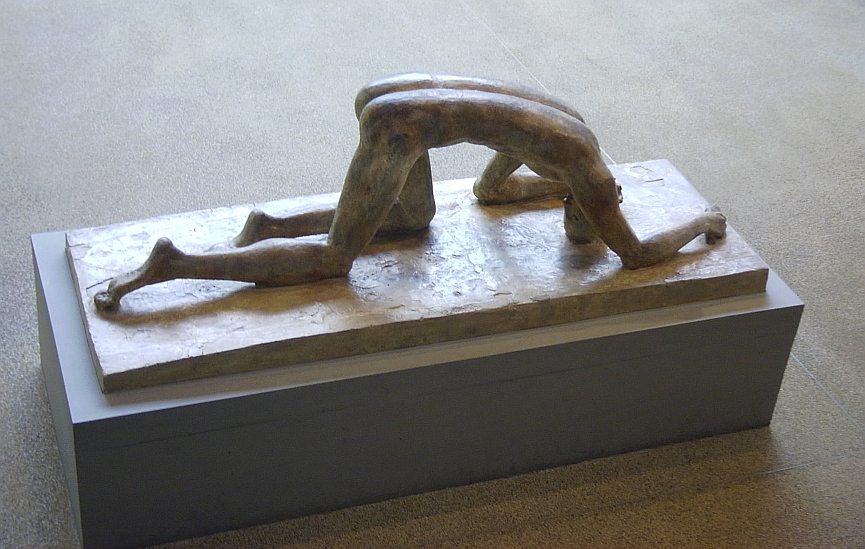
Вільгельм Лембрук Падіння, 1915-16
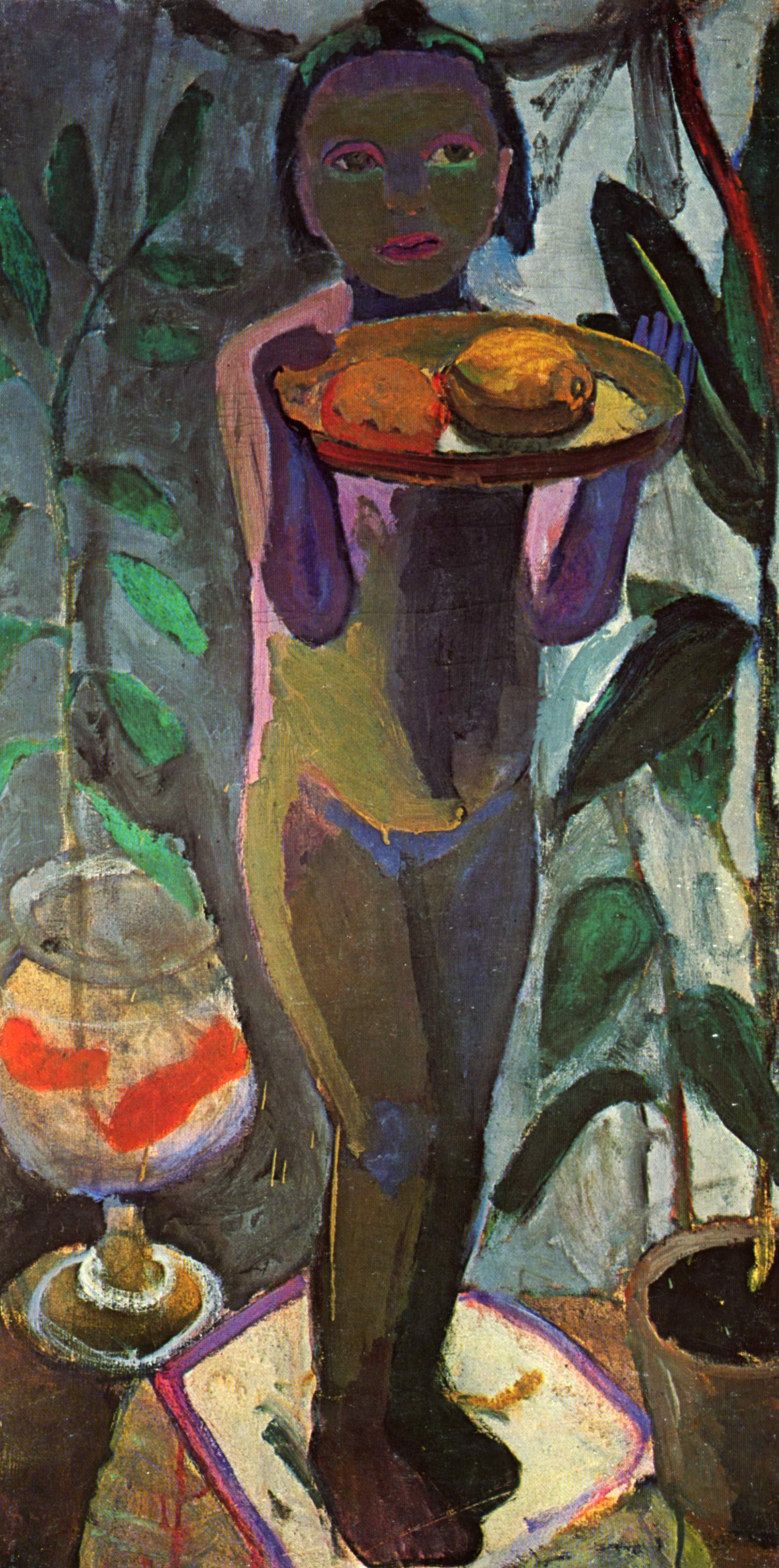
Паула Модерзон-Беккер Дитяче ню з акваріумом, 1906-07

#### Колекція сучасного мистецтва кінця 50-х років
Тут представлено роботи Енді Уорхола («СНІД/Джип/Велосипед», 1986), Джаспера Джонса («Прибуття/виїзд», 1963), Роберта Раушенберга («Композиція с футболістами», 1962), Сая Туомблі («Больсена», 1969), Віллема де Кунінга («Об'їзд», 1958), Роберта Мазервелла («Je t'aime», 1955), Франца Клайна («New Year Wall: Night», 1960), Лючіо Фонтана («Concetto Spaziale, Attese», 1954 і 1959), Антоні Тапієса («Овал кольору вохри з чорними врізаннями», 1965), Френсіса Бекона («Розп'яття», 1965), Генрі Мура («Полеглий воїн», 1956), Марино Марині («Портрет Ігоря Стравінського», 1951), Йозефа Бойса («Кінець XX століття», 1983), Блінки Палермо («Straight», 1965), Георга Базеліца («Новий тип», 1966), Герхарда Ріхтера («Завіса», 1966), Зігмара Польке («Ню із скрипкою», 1968) і Ансельма Кіфера («Nero malt», 1974).
Мистецтво мінімалізму в колекції представлене творчістю Дональда Джадда («Монумент», 1969), Дена Флавіна («Wallboxes», 1978) і Фреда Зандбака («Просторові інсталяції для Пінакотеки сучасності», 2003).

#### Нові медіа, фотографія і відеоарт
У Пінакотеці можна побачити важливі роботи Джон Бальдессарі («Man running/Men carrying box», 1988—1990), Тадеуша Кантора («Мертвий клас», 1975), Брюса Наумана ("World Peace (projected) ", 1996), Піпілотті Ріст («Himalaya Goldsteins Stube», 1998—1999), Хіросі Сугімото («World Trade Center, Minoru Yamazaki», 1997), Біла Віоли («Tiny Death», 1993), Сема Тейлора-Вуда («Soliloquy III», 1998) і лайтбокси Джефа Уолла («Eviction Struggle», 1988; «A villager from Aricaköyu arriving in Mahmutbey, Istanbul September», 1997).

### Державне графічне зібрання
Державне графічне зібрання Мюнхена включає близько 400 тисяч листів, що представляють усі епохи мистецтва малюнка і друкарської графіки, починаючи з XV ст. і закінчуючи модерном. Своїми коренями воно сходить до колекції Віттельсбахів, зокрема Кабінету гравюр і малюнків курфюрста Карла Теодора. У Другу світову війну колекція зазнала значні втрати, проте як і раніше знаходиться в одному ряду з найбільшими колекціями графіки Німеччини — берлінським і дрезденським. Особливу цінність представляють малюнки і друкарська графіка старих німецьких і нідерландських майстрів (зокрема, твори Альбрехта Дюрера і Рембрандта), італійців (зокрема, Мікеланджело Буанаротті і Леонардо да Вінчі), малюнки німецьких художників XIX ст. і графіка в стилі модерну з інших країн, наприклад, роботи Поля Сезанна, Анрі Матісса, Пауля Клее і Девіда Хокні.
Через чутливість витворів мистецтва до світла, вони демонструються тільки у рамках тимчасових експозицій.

### Нова колекція

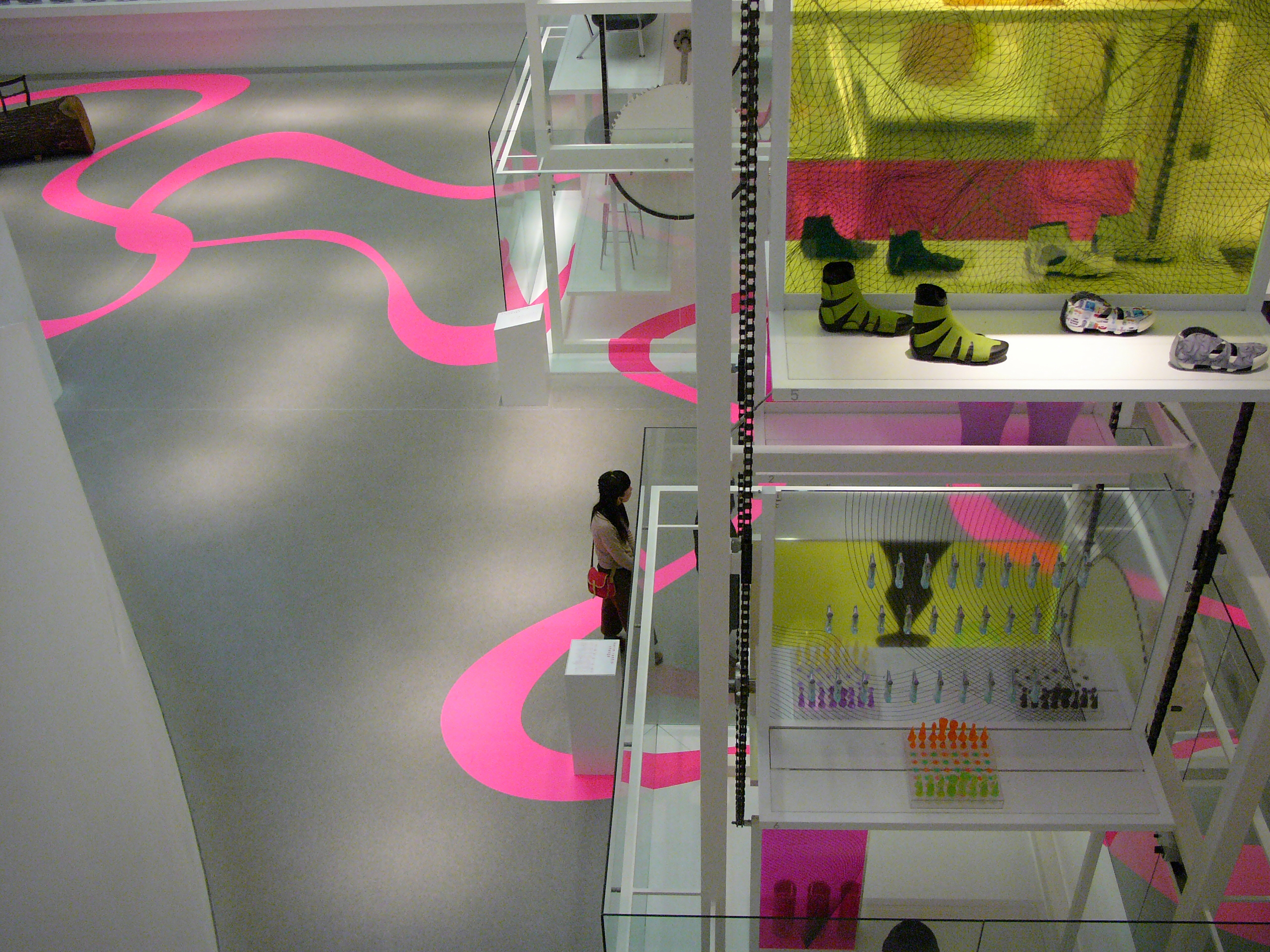
Експозиція дизайну в Пунакотеці сучасності

Нова колекція відноситься до провідних світових музеїв дизайну. У його постійній експозиції уперше представлено історію і розвиток дизайну і прикладного мистецтва з 1900 року до теперішнього часу. Ці найбільші зібрання промислового дизайну у світі. Особливе місце у Новій колекції займає автомобільний дизайн, комп'ютерна культура, дизайн прикрас, предмети побуту і меблів, у тому числі зібрання творів Міхаеля Тонета.

### Архітектурний музей
Збори Архітектурного музею Мюнхенського технічного університету є найбільшими зборами такого роду у Німеччині, багаті фонди якого демонструються у змінних експозиціях. Це малюнки, етюди, моделі іменитих архітекторів: Йоганна Балтазара Неймана, Готфріда Земпера, Ле Корбюзьє і Гюнтера Беніша. Є комп'ютерна анімація і відеоматеріали.